# Mischocarpus largifolius
Mischocarpus largifolius är en kinesträdsväxtart som beskrevs av Ludwig Radlkofer. Mischocarpus largifolius ingår i släktet Mischocarpus och familjen kinesträdsväxter. Inga underarter finns listade i Catalogue of Life.